# Boussé
Boussé este un oraș din provincia Kourwéogo, Burkina Faso.